# سن-لویی-دو-گونزاگ (مونترژی)
سَن-لویی-دو-گونزاگ، مونتِرِژی (به فرانسوی: Saint-Louis-de-Gonzague, Montérégie) قصبه‌ای در منطقه شهری بوآرنوا-سالابری ناحیه مونترژی در استان کبک کانادا است. در سرشماری سال ۲۰۱۱ این قصبه ۱٬۴۰۲ نفر جمعیت داشته‌است و مساحت آن ۷۸٫۵۲ کیلومتر مربع است.